# Nearctopsylla pfitzeri
Nearctopsylla pfitzeri är en loppart som beskrevs av Michael J. Benton 1981. Nearctopsylla pfitzeri ingår i släktet Nearctopsylla och familjen mullvadsloppor. Inga underarter finns listade i Catalogue of Life.